# YTN 뉴스 9
《YTN 뉴스 9》는 대한민국 YTN에서 매일 오전 9시에 방송되었던 YTN의 아침 뉴스 프로그램이다. 2013년 11월 18일부터 2014년 11월 16일까지 방영되었다.

## 타이틀 변천사
| 역대 | 타이틀     | 방송 기간                         |
| ---- | ---------- | --------------------------------- |
| 1기  | YTN 뉴스 9 | 2013년 11월 18일~2014년 10월 24일 |

## 경쟁 프로그램
- KBS 930 뉴스
- MBC 생활뉴스
- SBS 뉴스 (1030)